# Хомінський Артур Сигізмундович
Артур Сигізмундович Хомінський (пол. Artur Franciszek Julian Chomiński, 5 [17 за новим стилем] січня 1888 — після травня 1917?) — російськомовний поет і прозаїк, що жив у Києві. Його творчість, що балансувала на межі епігонського символізму та сюрреалістичного абсурду, залишилася непоміченою сучасниками і була заново відкрита у XXI столітті.
Про його життя відомо небагато. Біографічні факти про Хомінського виявлені, зокрема, російським дослідником Олександром Соболевим і українським Богданом Цимбалом.
Артур Хомінський походив із польськомовних католиків, які належали до шляхетського герба Лис; маєтки його предків розташовувалися на території сучасної Литви та Білорусі. Його дід, Станіслав Хомінський (1807—1886), був генералом на російській службі та губернатором Ковенської і Вологодської губерній; дядько й двоюрідний брат були активними діячами польської політики. Артур Хомінський народився в Добровлянах (тепер — Гродненська область Білорусі), втратив матір у віці лише одного місяця і з дитинства мешкав та навчався в Києві. Закінчив Першу київську гімназію (1906). Він рано розірвав зв'язки з заможною родиною і заробляв на життя самостійно.
У 1908—1916 роках він видав кілька збірок поезії та одну велику повість — Затишок Дженкіні (Уют Дженкини) — у Києві та Звенигородці. Дія повісті відбувається у тому ж фантастичному, сюрреалістичному світі, що й у його фінальній поетичній книжці — Кохана псові. Сильна поема.
Хомінський вважав себе шанувальником провідного російського символіста Олександра Блока, однак його спроба особистого знайомства з Блоком була невдалою. Після 1914 року Хомінський спілкувався з київськими студентами-поетами, переважно російськомовними, такими зокрема як Володимир Маккавейський і Михайло Алексєєв (єдиним винятком був молодий Максим Рильський), які організували групу під назвою Київські антропофаги. Втім, Хомінський не відчував себе повністю їхнім однодумцем — вони були помітно молодшими за нього. Відомо, без подробиць, про його «тривалу поїздку на фронт» під час Першої світової війни.
Його листи, починаючи з 1916 року, демонструють наростання наркотичної залежності, депресії та нестабільного способу життя; останній відомий лист має дату 3 травня 1917 року, і є підстави вважати, що він навряд чи прожив довго після цього.
Творчість Хомінського, не помічена за його життя, привернула увагу після публікації 2013 року. Критики відзначали його випереджальний абсурдизм і те, як його поезія та проза передбачили прийоми, які згодом використовували представники групи ОБЕРІУ. Події в його творах відбуваються в естетизованому до пародійності світі, населеному стилізованими персонажами (мільйонерка-красуня, зловісний пес), який різко контрастує з прозаїчними або нонсенсовими деталями, що перебивають наратив. Дослідники, які писали про Хомінського, зауважували, що ці прийоми могли бути ненавмисними — його геніальність межує з графоманією або так званим «наївним письмом», що само по собі робить його постать цікавою.